# Головченко Ніна Іванівна
Ні́на Іва́нівна Голо́вченко (25 листопада, с. Богданівка, Яготинський район, Київська область) — український літературний критик, педагог, журналіст. Кандидат педагогічних наук, доцент, член Національної спілки журналістів України.

## Життєпис
Походить з родини сільського вчителя. Закінчила Богданівську середню школу.
1977—1981 — філологічний факультет Київського державного педагогічного інституту ім. О. М. Горького (тепер Національний педагогічний університет імені М. П. Драгоманова), кваліфікація вчителя російської мови та літератури. Диплом з відзнакою ЖВ — 1 № 122484.
1999—2002 — Київський міжрегіональний інститут удосконалення вчителів ім. Б. Грінченка (зараз Київський університет імені Бориса Грінченка) повна вища освіта, кваліфікація вчителя зарубіжної літератури. Диплом з відзнакою КВ № 21271902
Працювала учителем російської мови та літератури, учителем зарубіжної літератури в м. Біла Церква, в м. Києві.
Із 2003 року викладала в Університеті «Україна» дисципліни: історія зарубіжної літератури; літературний стиль; літературно-художня критика і ЗМІ. Працювала на посадах викладача, доцента кафедри видавничої справи та редагування, доцента кафедри журналістики.
Кандидат педагогічних наук, дисертація на тему «Структурно-стильовий аналіз художнього тексту в старших класах загальноосвітньої школи» (спеціальність 13.00.02 — теорія і методика навчання (зарубіжна література)). Диплом кандидата педагогічних наук ДК № 055748 (рішення президії ВАК України від 18 листопада 2009 року).
Доцент кафедри видавничої справи та редагування (атестат 12ДЦ № 031040, рішення Атестаційної колегії МОНМС України від 29 березня 2012 року).
З 2011 до 2017 року на посаді директора Імідж-центру Університету «Україна» ініціювала створення Студентського медіа-центру університету, відновила діяльність літературної студії «Горлиця». Майстер класи з літературної творчості для літстудійців проводили письменники, видавці, перекладачі Борис Гуменюк, Дара Корній, Сергій Пантюк, Петро Перебийніс, Василь Теремко, Сергій Цушко, Ярослава Шекера та ін.
З 2013 по 2017 уклала три числа альманаху «Горлиця», збірник творів «Люблю життя!» (спільно зі С. Патрою), які побачили світ в університетському видавництві і куди ввійшли вірші та проза Геннадія Горового, Оксани Радушинської, Світлани Патри, А. Загребельної та інших.
З 2017 працює у Державній науковій установі «Енциклопедичне видавництво», від 2018 — на посаді старшого наукового співробітника.
Від 2020 — провідний науковий співробітник Інституту педагогіки НАПН України.
Коло наукових інтересів: методика структурно-стильового аналізу художнього тексту; література модернізму, постмодернізму; літературна критика; сучасна українська література.
Як літературний критик спеціалізується на явищах сучасного літературного процесу.
Журналістські публікації присвячені темам інклюзії та сучасної культури.
Разом із чоловіком Головченком Олександром Івановичем виховала двох доньок, Наталію і Тетяну.
Проживає в м. Києві. Від 2019 року — «Почесний житель села Богданівки» (рішення Богданівської сільської ради № 377-42-YІІ від 27.06.2019).

## Громадська діяльність
Із 2014 — член Національної спілки журналістів України (посвідчення № 3386).
Експерт другого етапу книжкової премії «Еспресо. Вибір читачів» у номінації «Доросла література», 2017,
2018,
2019,
2020,
2021
Член журі Конкурсу малої прози «Open world» (2019−2021).
Від 2017 до 2020 — керівник інтернет-проекту «Культурна референтура ОУН».
Від 2021 працює у складі предметної експертної комісії з літератури (української та зарубіжної).

## Публікації
Є автором понад 60 наукових друкованих праць, навчального посібника з грифом МОН «Література модернізму: художній стиль, методика вивчення» (2011) та понад 100 публікацій в періодичних інтернет-виданнях і друкованих ЗМІ.
Монографії
1. Енциклопедичні видання в сучасному інформаційному просторі: колективна монографія / За ред. д. і. н., проф. Киридон А. М. К. : Державна наукова установа «Енциклопедичне видавництво», 2017. 312 с. [Головченко Н. І. Актуальні проблеми тлумачення наукового терміна в енциклопедичній статті (на прикладі літературознавчих категорій). С. 261−278].
2. Традиції та сучасні концепти енциклопедичної справи в Україні: колективна монографія / За ред. д. і. н., проф. Киридон А. М. К. : Державна наукова установа «Енциклопедичне видавництво», 2018. 280 с. [Головченко Н. І. Про критерії добору персоналій українських письменників XX—XXI ст. до «Великої української енциклопедії». с. 134—140].

Книги
1. Головченко Н. І. Література модернізму: художній стиль, методика вивчення [Текст] / Навчальний посібник. К. : Освіта України, 2011. 236 с. Гриф МОНУ(Лист № 1/11− 2673 від 04.04.2011 р.).[11]
2. (у співавт.) Новітні медіа та комунікаційні технології. Комплекс навчальних програм для спеціальностей «Журналістика», «Видавнича справа та редагування», «Реклама та зв'язки з громадськістю». К. : Паливода А. В., 2012. — 412 с. // Василик Л. Є., Вербовий Р. М., Ворона А. Г., Гвоздєв В. М. та ін.
3. Головченко Н. І. Навчально-методичний комплекс: Історія зарубіжної літератури XIX, XX ст. К. : Університет «Україна», 2013, 2016. 154 с.

Наукові статті
1. Структурно-стильові домінанти імпресіонізму (до вивчення творів Кнута Гамсуна «Пан», М. Коцюбинського «Цвіт яблуні», І. Буніна «Легке дихання»). Українська література в загальноосвітній школі. 2005. № 2. С. 9–16 (фахове видання).
2. Творча манера Марселя Пруста та її відмінність від реалістичного способу письма (Структурно-стильовий аналіз тексту вставної повісті «Сваннове кохання» з роману «У пошуках утраченого часу»). Всесвітня література в середніх навчальних закладах України. 2006. № 3. С. 40–49 (фахове видання).
3. Структурно-стильовий аналіз ліричного есе Джеймса Джойса «Джакомо Джойс». Мова і культура. ХУ Міжнародна наукова конференція ім. проф. Сергія Бураго. К.: ВД Дмитра Бураго. 2007. Випуск 9. Том Х (98). С. 245—252 (фахове видання).
4. Стильові константи і стильова домінанта як одиниці структурно-стильового шляху аналізу художнього тексту. Мова і культура. XVI Міжнародна наукова конференція ім. проф. Сергія Бураго. К.: ВД Дмитра Бураго. 2008. Випуск 10. Том Х (110). С. 188—195 (фахове видання).
5. Інтертекстуальність як провідна ознака казки на новий лад «Червона шапочка» Євгена Дударя. Збірник наукових праць «Педагогічна освіта: теорія і практика». Випуск 3. Камянець-Подільський: ПП «Медобори»-2006", 2009. с. 156−160 (фахове видання).
6. Інформаційно-комунікаційні технології навчання студентів в інтегрованому навчальному середовищі (з досвіду роботи) // Інформаційні технології і засоби навчання (фахове видання). 2011, № 4(24). URL https://journal.iitta.gov.ua/index.php/itlt/article/view/451 [Архівовано 2 травня 2018 у Wayback Machine.] (У співавт. з Калмиковим О. М.)
7. Постмодернізм як універсальна матриця сучасної світової літератури: мультимедійна лекція [Електрон. ресурс] / Головченко Н. І. К: В-во Ун-т «Україна», 2011. 1 CD. URL: https://www.youtube.com/watch?v=bxhe0bSlbqk
8. Теоретико-методологічні засади вивчення художнього тексту з урахуванням стилю. Освіта регіону. К.: Університет «Україна», 2011. Вип. № 5. С. 88−94 (фахове видання).
9. Роман Люко Дашвар «БИТІ Є» (2012) як український варіант масової літератури. Укр. л-ра в загальноосвіт. шк. : наук.-метод. журн. 2013. № 7/8. С. 56−60. Бібліогр.: 15 назв. (фахове видання).
10. Книжка «Літопис самовидців: Дев'ять місяців українського спротиву» як художня література некласичного формату. Укр. л-ра в загальноосвіт. шк. : наук.-метод. журн. 2015. № 2. С. 56−60. Бібліогр. : 5 назв. (фахове видання).
11. Верлібр як форма сучасної української поезії (на прикладі збірки «Вірші з війни» Бориса Гуменюка (2015)). Освіта регіону: Політологія. Психологія. Комунікації. ‒ К.: Університет "Україна, 2016. № 1 (42). С. 81−91 (Фахове видання) URL : http://www.vmurol.com.ua/upload/Naukovo_doslidna%20robota/Elektronni_vidannya/Osvita-regionu/osvita_regioniv_1_2016.pdf [Архівовано 20 серпня 2018 у Wayback Machine.]
12. Поезія у прозі як один із жанрових пріоритетів письменника Бориса Гуменюка. Науковий вісник Миколаївського національного університету імені В. О. Сухомлинського. Збірник наукових праць. Філологічні науки (літературознавство). Миколаїв, МНУ імені В. О. Сухомлинського, 2017, № 2 (20). с. 66−74. (Фахове видання). URL: http://litzbirnyk.com.ua/wp-content/uploads/2017/11/11.20.17.pdf [Архівовано 9 квітня 2018 у Wayback Machine.]
13. Жанрово-стильові модифікації сучасної української документальної літератури про Євромайдан та Антитерористичну операцію (АТО). Літературний процес: методологія, імена, тенденції: зб. наук. праць. Київ: Київський університет імені Бориса Грінченка, 2020. Вип. 14. С. 54–61. URL: https://litp.kubg.edu.ua/index.php/journal/article/view/505/485
14. Формування читацької грамотності під час вивчення сучасної української літератури в загальноосвітніх навчальних закладах. Актуальні питання гуманітарних наук: міжвузівський збірник наукових праць молодих вчених Дрогобицького державного педагогічного університету імені Івана Франка / редактори-упорядники М. Пантюк, А. Душний, І. Зимомря. Дрогобич: Видавничий дім «Гельветика», 2020. Вип. 27. Том 2. С. 119−127. URL: http://journals.uran.ua/index.php/2308-4855/issue/view/12312 [Архівовано 16 січня 2021 у Wayback Machine.]
15. Форми і види міжпредметної взаємодії на уроках української літератури в умовах компетентнісно орієнтованого навчання. Інноваційна педагогіка. 2020. № 26. С. 42−46. URL: http://www.innovpedagogy.od.ua/archives/2020/26/10.pdf [Архівовано 14 січня 2021 у Wayback Machine.]
16. Зміст, проблеми та перспективи вивчення теорії літератури в системі міжпредметних зв'язків в 11 класі ліцею. Український педагогічний журнал. 2020. № 4. С. 169−180. URL: https://lib.iitta.gov.ua/722195/ [Архівовано 4 березня 2022 у Wayback Machine.]
17. Проблемні питання шкільної літературної освіти. Українська літературна газета. 02.06.2022. URL: https://litgazeta.com.ua/articles/nina-holovchenko-problemni-pytannia-shkilnoi-literaturnoi-osvity/ [Архівовано 3 червня 2022 у Wayback Machine.]

Відеолекції
1. Ніна Головченко. Постмодернізм як універсальна матриця сучасної світової літератури (грудень 2010). URL:https://www.youtube.com/watch?v=LsL_NohW9QA
2. Науковий діалог з Ніною Головченко. Про сучасну українську комбатантську літературу. Національний музей літератури України. 27.09.2023. URL:https://www.youtube.com/watch?v=j2u9bIz1W4c&t=2s

Рецензії
1. Нові форми промовляння давно відомих істин. [Софія Андрухович «Фелікс Австрія», (2015)]. 02.07.2015. Буквоїд. URL: http://bukvoid.com.ua/reviews/books/2015/07/02/093328.html [Архівовано 20 серпня 2018 у Wayback Machine.]
2. Роман Степана Процюка «Руйнування ляльки» у руслі імагологічного аналізу. 22.09.2015. Буквоїд. URL: http://bukvoid.com.ua/reviews/books/2015/09/22/074742.html [Архівовано 20 серпня 2018 у Wayback Machine.]
3. Про «Чарунки долі» Вахтанґа Кебуладзе. 27.08.2016. Буквоїд. URL: http://bukvoid.com.ua/reviews/books/2016/08/27/093520.html [Архівовано 20 серпня 2018 у Wayback Machine.]
4. Про Пантюка, Тимка і Шкоду. 09.10.2016. Буквоїд. URL: http://bukvoid.com.ua/reviews/books/2016/10/09/201908.html [Архівовано 20 серпня 2018 у Wayback Machine.]
5. «Ця війна залишила рельєфний відбиток солдатського берця…» [Сергій Гридін. Сапери. (2017)]. 02.06.2017. Буквоїд. URL: http://bukvoid.com.ua/reviews/books/2017/06/02/072207.html [Архівовано 20 серпня 2018 у Wayback Machine.]
6. Істина криється в деталях або Автопортрет митця в умовах АТО. [Чех А. Точка нуль. (2017)]. 06.07.2017. Буквоїд. URL: http://bukvoid.com.ua/reviews/books/2017/07/06/083538.html [Архівовано 20 серпня 2018 у Wayback Machine.]
7. Про «відмороженого» Пашу Сергія Жадана. [С. Жадан. Інтернат. (2017)]. 24.05.2018. Буквоїд. URL: http://bukvoid.com.ua/reviews/books/2018/05/24/072033.html [Архівовано 20 серпня 2018 у Wayback Machine.]
8. ПроСТО вірші поета Сергія Пантюка — експериментатора і лірика. 03.08.2018. Буквоїд. URL: http://bukvoid.com.ua/reviews/books/2018/08/03/113848.html [Архівовано 20 серпня 2018 у Wayback Machine.]
9. Про «Зайчикову книжечку» Івана Андрусяка. Буквоїд. 13.08.2018. URL: http://bukvoid.com.ua/reviews/books/2018/08/13/161442.html [Архівовано 15 серпня 2018 у Wayback Machine.]
10. Довготерпелива любов Оксани Радушинської // Золота пектораль. № 2−3 (46−47) 2019. С. 160−163.
11. Світлана Короненко: «Зграя посивілих кляч чи поетична еліта?..» // Літературна Україна. 15.02.2020. С. 18-19.
12. Іван Андрусяк про сірку на порох і проблеми самоідентифікації українців // Українська культура, 2020. № 1−2 (1062−1063). С. 54−58. URL: https://lib.iitta.gov.ua/720585/ [Архівовано 22 січня 2021 у Wayback Machine.]
13. Бодлерівські мотиви «Містерій» Світлани Короненко. Короненко Світлана. Замовляння на білоруську мову: поезії / Світлана Короненко. Київ: Ярославів Вал, 2020. С. 134−148.
14. Книги спогадів Михайла Слабошпицького як енциклопедія літературного і навкололітературного життя України. Офіційний сайт Національної спілки письменників України. 04.12.2020. URL: https://nspu.com.ua/novini/nina-golovchenko-knigi-spogadiv-mihajla-slaboshpickogo-yak-enciklopediya-literaturnogo-i-navkololiteraturnogo-zhittya-ukraini/ [Архівовано 15 січня 2021 у Wayback Machine.]
15. Любити, єднатися і стояти за своє − формула омріяної України від Оксани Забужко. Українська літературна газета. 20.11.2020. № 23 (289). С. 18. URL: https://litgazeta.com.ua/reviews/nina-holovchenko-liubyty-iednatysia-i-stoiaty-za-svoie-formula-omriianoi-ukrainy-vid-oksany-zabuzhko/ [Архівовано 15 січня 2021 у Wayback Machine.]
16. Як «Морськосвинський детектив» Івана Андрусяка заохочує дітей до читання. Офіційний сайт Національної спілки письменників України. 22.12.2020. URL: https://nspu.com.ua/novini/nina-golovchenko-yak-morskosvinskij-detektiv-ivana-andrusyaka-zaohochuie-ditej-do-chitannya/ [Архівовано 25 січня 2021 у Wayback Machine.]
17. Головченко Н. І. Магія прози Сергія Осоки. Літературна Україна, № 3(5886). 13 лютого 2021 р. С. 8−9.
18. Головченко Н. І. БІЛОКУР: акценти до творчої біографії від мистецтвознавиці Олесі Авраменко. Українська літературна газета. № 4(296). 25 лютого 2021 р. URL: https://litgazeta.com.ua/reviews/nina-holovchenko-bilokur-aktsenty-do-tvorchoi-biohrafii-vid-mystetstvoznavytsi-olesi-avramenko/ [Архівовано 2 березня 2021 у Wayback Machine.]

Публікації у ЗМІ
1. У Києві відбулася прем'єра документального фільму «Академік Дмитро НАЛИВАЙКО». 04.04.2016. Жінка-Українка. URL: http://ukrainka.org.ua/node/6857 [Архівовано 20 серпня 2018 у Wayback Machine.]
2. Катерина Білокур — цар-колос Богданівки. 13.06.2017. Жінка-Українка. URL: http://ukrainka.org.ua/node/7874 [Архівовано 20 серпня 2018 у Wayback Machine.]
3. Замітки експерта книжкової премії. («ЕСПРЕСО. Вибір читачів»). 02.09.2017. Авторська колонка. Буквоїд. URL: http://bukvoid.com.ua/column//2017/09/02/104327.html [Архівовано 20 серпня 2018 у Wayback Machine.]
4. У Києві презентували «Антологію української поезії XX століття: від Тичини до Жадана». 02.10.2017. Буквоїд. URL: http://bukvoid.com.ua/events/pesentation/2017/10/02/113948.html [Архівовано 20 серпня 2018 у Wayback Machine.]
5. Молитва нехрещених. (Відгук про прем'єру документального фільму «Невидимий батальйон»). 26.11.2017. Жінка-Українка. URL: http://ukrainka.org.ua/node/8139 [Архівовано 20 серпня 2018 у Wayback Machine.]
6. КІБОРГИ: кіно про війну, націоналістів і «толерастів». 20.12.2017. Культурна референтура ОУН. URL: http://kroun.info/iz-pershih-vust/kiborgi-kino-pro-viynu-natsionalistiv/ [Архівовано 19 серпня 2018 у Wayback Machine.]
7. Українцям варто частіше слухати сатирика Євгена Дударя, а не політиків. 30.01.2018. Культурна референтура ОУН. URL: http://kroun.info/iz-pershih-vust/ukrayintsyam-varto-chastishe-sluhati-satirika-yevgena-dudarya-a-ne-politikiv/ [Архівовано 19 серпня 2018 у Wayback Machine.]
8. Мамина пенсія, або Історія, яка, можливо, комусь стане в пригоді… Голос України. 15.06.2018. URL: http://www.golos.com.ua/article/304203 [Архівовано 20 серпня 2018 у Wayback Machine.]
9. Сергій Пантюк про творчість крізь призму фестивалю «Віршень». 02.03.2018. Буквоїд. URL: http://bukvoid.com.ua/events/interview/2018/03/02/132007.html [Архівовано 20 серпня 2018 у Wayback Machine.]
10. Володимир Петранюк: Пріоритетом у діяльності театру «Дзеркало» є відбудова руїни — руїни в театрі, у культурі, у суспільстві. Культурна референтура ОУН. 03.07.2018. URL: http://kroun.info/iz-pershih-vust/volodimir-petranyuk-prioritetom-u-diyalnosti-teatru-dzerkalo-ye-vidbudova-ruyini-ruyini-v-teatri-u-kulturi-u-suspilstvi/ [Архівовано 19 серпня 2018 у Wayback Machine.]
11. У Києві відбувся показ вистави за книгою Бориса Гуменюка «Блокпост». Буквоїд. 09.10.2018. URL: http://bukvoid.com.ua/events/pesentation/2018/10/09/192806.html [Архівовано 12 жовтня 2018 у Wayback Machine.]
12. Тетяна Захарченко: «Рухатися вперед, відкривати нове і творити для України…» // Еліта. 09.01.2019. URL: http://elita.org.ua/tetiana-zakharchenko-rukhatysia-vpered-vidkryvaty-nove-i-tvoryty-dlia-ukrainy/ [Архівовано 28 квітня 2019 у Wayback Machine.]
13. Борис Гуменюк презентував нові вірші та новели про війну // Золота пектораль. 08.02.2019. URL: http://zolotapektoral.te.ua/борис-гуменюк-презентував-нові-вірші/ [Архівовано 7 травня 2022 у Wayback Machine.]
14. Боротися за молодь! 30.03.2019. Авторська колонка. Буквоїд. URL: http://bukvoid.com.ua/column/2019/03/30/070519.html [Архівовано 4 квітня 2019 у Wayback Machine.]
15. Олеся Авраменко: Білокур — це бренд, бо іншої такої художниці у світі немає. Буквоїд. 11.12.2020. URL: http://bukvoid.com.ua/events/bookmarket/2020/12/11/213646.html[недоступне посилання]
16. Безмежний сум… (спогади про М. Ф. Слабошпицького). Слово Просвіти.30 (1134), 29 липня − 4 серпня 2021. С.10. URL: http://slovoprosvity.org/2021/08/30/bezmezhnyy-sum/
17. Дайте шанс шкільному вчителю, або Не чіпляйтеся за поли Булгакова!..espreso.tv 15серпня, 2022 v. 15 серпня, 2022 URL: https://espreso.tv/dayte-shans-shkilnomu-vchitelyu-abo-ne-chiplyaytesya-za-poli-bulgakovа
18. У Києві відбулися поетичні читання письменників-комбатантів. Офіційний сайт Національної спілки письменників України. 30.12.2023. URL: https://nspu.com.ua/novini/u-kiievi-vidbulisya-poetichni-chitannya-pismennikiv-kombatantiv/